# Vila fortificada de Banyuls dels Aspres

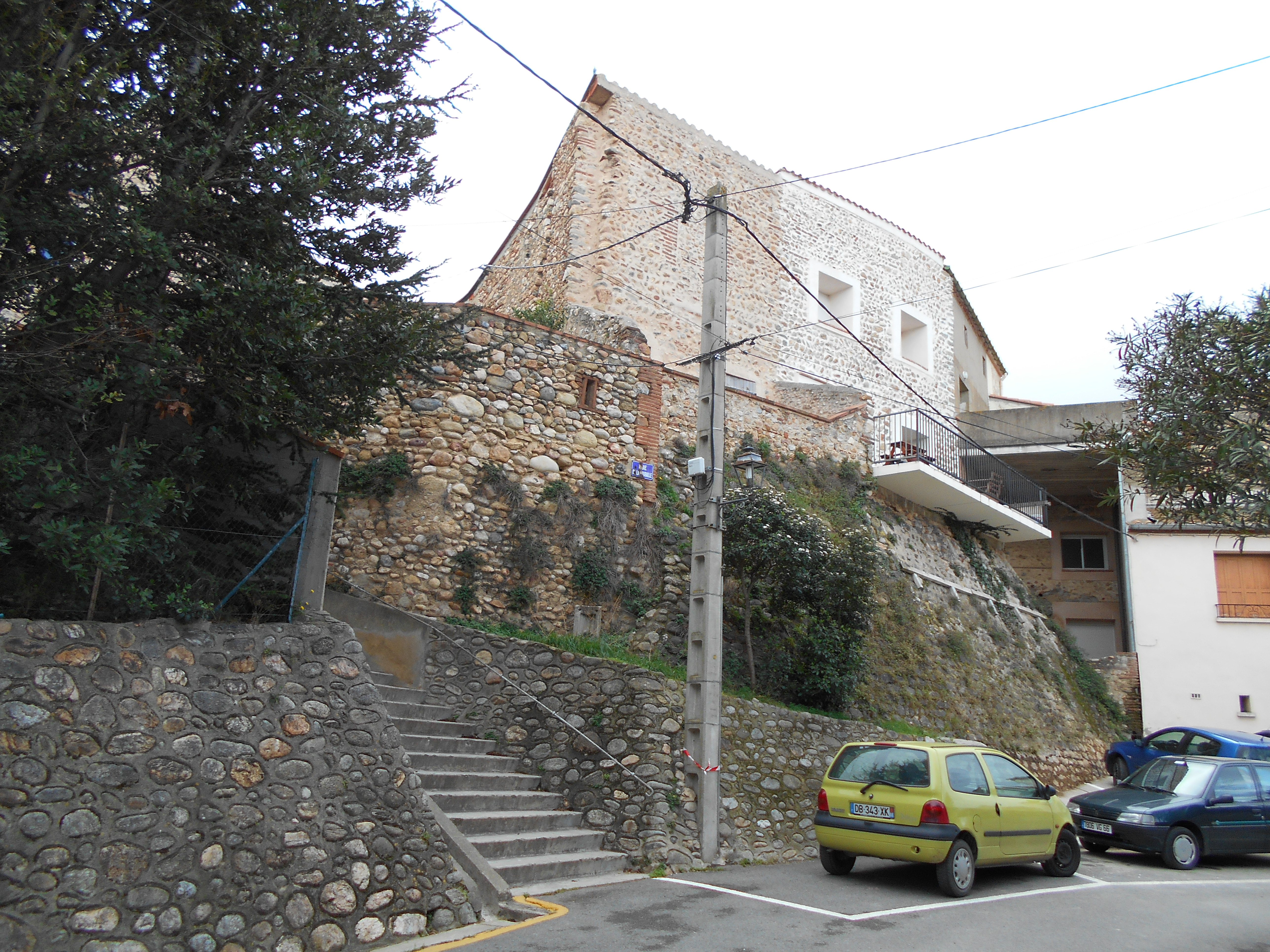
Més restes de les muralles de Banyuls dels Aspres

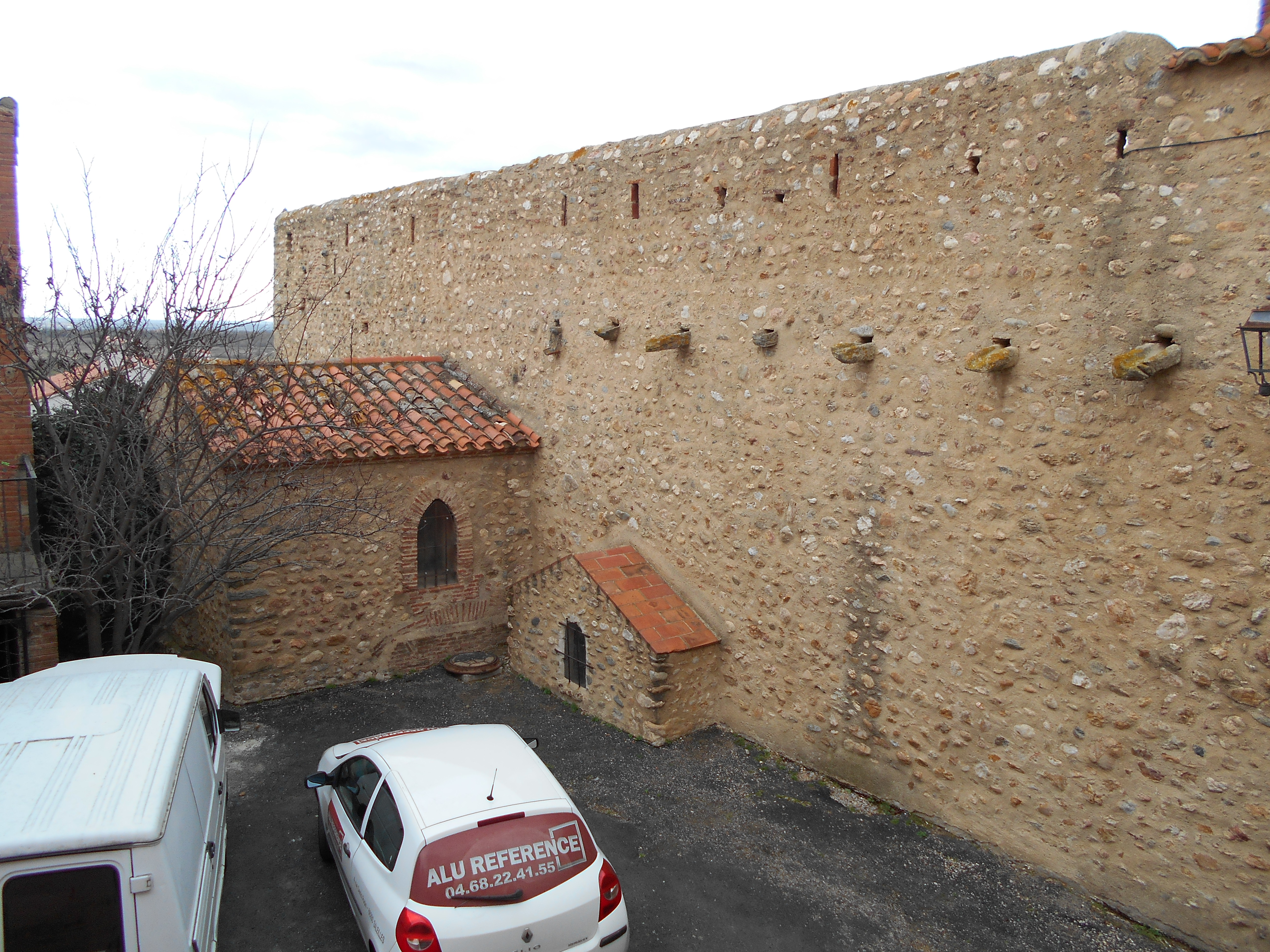
La fortificació de l'església

La Vila fortificada de Banyuls dels Aspres és la vila murada, fortificada, medieval d'estil gòtic del segle xvi del poble de Banyuls dels Aspres, a la comarca del Rosselló (Catalunya del Nord).
Envoltava la totalitat del poble nou construït dalt d'un turó, després d'abandonar la Vila vella ran de l'Estany de Banyuls per raons defensives i de salubritat. La vila fortificada de Banyuls s'estenia al nord-oest de l'església de Sant Andreu: la mateixa església devia formar part de l'angle sud-est del sistema de defenses. A més de la mateixa església, l'absis de la qual és una torre de defensa quadrada, hi ha restes de les muralles en els seus entorns i en altres indrets del poble vell. Durant el segle xx desaparegué la Casa Groga, que era una altra de les torres del mateix recinte.

## Història
La Vila Vella de Banyuls estava instal·lada ran de l'estany de Banyuls (d'on prové el nom del poble), i està documentada des del 819 (villa Balnelonis), amb altres esments el 934 (villa Bagnules), el 981 (Balmeola), el 1028 (Banuls) i el 1186 (Banyuls de Asperis). En una data no coneguda a l'entorn del 1424, el poble canvià d'ubicació, cap al turó on es troba actualment, per raons de defensa i de salubritat. Allà es constituí la Vila Nova, fortificada, a l'entorn de l'església de Sant Andreu i el seu cementiri. La mateixa església fou integrada en aquestes fortificacions.
La història de Banyuls de la Marenda ve molt marcada per la presència de la important nissaga dels Banyuls: els germans Pere i Benat de Banyuls (1132), Dalmau de Banyuls (vers 1272-1345), cavaller que serví Robert d'Anjou, rei de Nàpols i Venècia, i arriba a lloctinent reial de Sanç de Mallorca a l'illa mallorquina de 1320 a 1322 i a lloctinent de Jaume III de Mallorca al Rosselló del 1338 al 1340. El seu fill adquirí el senyoriu de Nyer, i un descendent seu, Tomàs de Banyuls i Llupià, encapçalà el bàndol nyerro en la lluita contra els cadells al segle xvii.
El 1475 Lluís XI de França desposseí Francesc de Banyuls del seu senyoriu, ja que el de Banyuls havia lluitat a favor de Joan II. Passà a mans d'Auger de la Coste, i el 1481 l'adquirí en subhasta el burgès perpinyanès Llorenç Paulet, de qui passà per matrimoni a l'eminent família burgesa dels Martí.